# Перегудов, Юрий Михайлович
Юрий Михайлович Перегудов (род. 2 октября 1939, Челябинск) — советский хоккеист, нападающий. Заслуженный тренер Республики Беларусь.

## Биография
Воспитанник отделения хоккея и футбола спортшколы ЧТЗ. Начинал играть у Владимира Штыркова, руководителя детско-юношеской группы по хоккею с мячом, позже ставшей группой по хоккею с шайбой. Выступал за «Спартак» Омск (1958/59 — 1961/62) и «Металлург» Челябинск (1962/63 — 1965/66).
Окончил Омский ИФК (1962).
Старший тренер «Авангарда» Петропавловск (1967/68 — 1970/71), в сезоне 1969/70 играл за команду.
Тренер ДСШ при СК ЧТЗ (1971—1975, 1978—1981). Тренер (1975—1977) и старший тренер (1981—1984) «Металлурга» Челябинск. Главный тренер белорусского клуба «Химик» / «Полимир» Новополоцк (1990—1995). Главный тренер молодёжной сборной Белоруссии (1993—1995).
В 1996 году уехал в Германию. Работал тренером теннисной школы (Котбус, 1996—1999), с 1999 — тренер детской хоккейной школы (Швайнфурт).
Младший брат Виктор (род. 1941) и племянник Константин (род. 1969) также хоккеисты.